# Lucian Liciu
Lucian Liciu (n. 18 ianuarie 1968, Slatina, Olt, România – d. 16 martie 2022, București, România) a fost un pictor, grafician și ilustrator român. 

## Biografie
Lucian Liciu s-a născut la Slatina în 18 ianuarie 1968. A absolvit Liceul Industrial nr. 2 din Slatina. A urmat cursurile universitare la Universitatea Națională de Arte București- UNARTE, în cadrul Facultății de Arte Decorative și Design – Departamentul Artă Monumentală, clasa profesorului Marilena Preda Sânc și la Universitatea de artă ,,Luceafărul” unde i-a avut ca profesori pe Vasile Chinschi și Ion Sălișteanu. A fost membru al Uniunii Artiștilor Plastici din România, UAP Filiala București și membru al VISARTA din 2014.
A fost căsătorit cu Nicoleta Gribincea, pictoriță, cu care a avut trei copii. A trecut în neființă în data de 16 martie 2022 ca urmare a unui infarct miocardic. A fost înhumat în Cimitirul Străulești 2, pe aleea artiștilor.

## Expoziții
- martie 2022 - ultima expoziție intitulată „Timbre” la Căminul artei, București;[3]
- 2021 - 2022 -- Expoziția de pictură „7”, Galeria expozițională a Universității de Arhitectură și Urbanism „Ion Mincu” București;
- 2021 -- Lucian Liciu si Nicoleta Gribincea - The Power and the Glory[8], Căminul artei, București;
- 2019 -- The Noble Art,  Căminul artei, București;
- 2018 -- A fost odată în România și va mai fi, Centrul Artelor Vizuale din București (comentariu critic de Mihai Plămădeală);
- 2017 -- Lucian Liciu și „Povestea nudului – Mărturisiri contemporane”, Căminul artei, București;[9][10]

### Expoziții de grup
- 1996 -- Salonul municipal de toamna, Galeria “Art Expo”, București;
- 1997 - 1999 - 2001 -- Cercul Militar National-”Pastel”, București;
- 1999 -- Cercul National- “Vara”, București;
- 1999 -- Salonul municipal de toamna-sectiunea “Timpul”, București;
- 2000 -- Galeria “Apollo”- “Accente”, București;
- 2001 -- Galeria “Caminul Artei”- “Accente si amprente”, București;
- 2001 -- Salonul municipal, Sala “Dales”, București;
- 2001 - 2002 -- Targul International de Arte Vizuale, București;
- 2001 -- Salonul National de Arte, București;
- 2002 -- Cercul Militar National – “Salonul National de acuarela”, București;
- 2002 -- Cercul Militar National- “Eveniment”, București;
- 2003 -- Galeria “Apollo”- “Grup 4″, București;
- 2003 -- World Trade Center- Targ de Arta, București;
- 2003 -- Salonul Municipal, Galeria “Apollo”, București;
- 2003 -- Fundatia Soleil de LEst, Saint Andre, Franta;
- 2004 -- HVB Bank, Belgrad, Iugoslavia;
- 2004 -- France, Galeria “Mathurin et a la Passerelle 24″, rue Tonneurs – Tours France;
- 2004 -- Salonul de pictura, Sala “Artis”, București;
- 2004 -- Institutul Francez, București;
- 2005 -- Galeria Orizont, Bucuresti.[11]

## Premii
- 2018 - premiul Uniunii Artiștilor din România pentru expoziția anului intitulată A fost odată în România și va mai fi.[12]

## In memoriam
- Vasile Mureșan - Murivale: In memoriam Lucian Liciu, 16 martie 2022 - accesat 4 aprilie 2022
- TVRi/TVR Internațional - Momentart - In memoriam Lucian Liciu, producător Mimi Necula, 19 -20 martie 2022, reluare 26 martie 2022, ora 8:50;[13]
- Expoziția retrospectivă - Expoziție Adevăr. Mărturie. Mărturisire pe www.tnb.ro, 7 martie 2023.[14][15][16]
- 24 ianuarie - 17 februarie 2024 -- eveniment pe www.modernism.ro: Expoziție Lucian Liciu @ Muzeul Național al Literaturii Române, București, la Muzeul Național al Literaturii Române din București, în sălile „P. Creția” și „Al. Oprea”, din Calea Griviței nr. 64-66[17] - cu prezența criticului de artă Pavel Șușară,[18] accesat 22 ianuarie 2024